# Raízes 25 Anos: Sempre...
Raízes 25 Anos: Sempre... é o segundo álbum ao vivo da Banda Raízes, lançado em 2011.
O álbum reúne regravações dos principais sucessos da banda e algumas canções inéditas.

## Faixas versão Cd

### Disco 1
1. História
2. Não Só Palavras
3. Meu Mundo é Você
4. Sempre
5. O Sistema
6. Depende de Você
7. Bom Combate
8. Entrega
9. Sorrisos na Tempestade
10. Teu Presente

### Disco 2
1. Amigo
2. Tá na Hora
3. Volta Logo
4. Estrelas
5. Palavras que Amparam
6. É Hora de Mudar
7. Só Você
8. Diga Não
9. De Fé em Fé
10. A Melhor Saída

## Faixas versão DVD
1. História
2. Não Só Palavras
3. Meu Mundo é Você
4. Sempre
5. O Sistema
6. Depende de Você
7. Bom Combate
8. Entrega
9. Sorrisos na Tempestade
10. Teu Presente
11. Amigo
12. Tá na Hora
13. Volta Logo
14. Estrelas
15. Palavras que Amparam
16. É Hora de Mudar
17. Só Você
18. Diga Não
19. De Fé em Fé
20. A Melhor Saída